# Luka Garza
Luka Garza (Washington D.C., 27 december 1998) is een Amerikaans-Bosnisch basketballer die sinds 2025 uitkomt voor de Boston Celtics. 

## Carrière
Garza speelde van 2017 tot 2021 collegebasketbal voor de Iowa Hawkeyes. Hij stelde zich in 2021 beschikbaar voor de NBA draft waarin hij als 52e in de tweede ronde werd gekozen door de Detroit Pistons. Na een sterke passage in de NBA Summer League tekende Garza op 17 augustus 2021 een two-waycontract bij de Detroit Pistons en de Motor City Cruise, het geaffilieerde team van de Pistons in de NBA G League. Op 24 september 2021 werd dit contract omgezet in een standaardcontract bij de Pistons. Garza debuteerde in de NBA op 23 oktober 2023 tijdens een wedstrijd van de Pistons tegen de Chicago Bulls. Op 1 januari 2022 was Garza tijdens een wedstrijd tegen de San Antonio Spurs goed voor 20 punten en 14 rebounds. Ook zijn ploegmaats Hamidou Diallo en Saddiq Bey scoorden in deze wedstrijd meer dan 20 punten en 14 rebounds en samen werden ze het eerste trio in 40 jaar dat deze prestatie kon afleveren. Op 29 juni 2022 werd de optie in zijn contract bij de Pistons niet verlengd en werd Garza een vrije speler. 
Op 23 augustus 2022 tekende Garza een contract bij de Minnesota Timberwolves. Enkele maanden later werd zijn contract aangepast naar two-waycontract waarbij hij ook zou uitkomen voor de Iowa Wolves uit de NBA G League. Tijdens het seizoen 2022/23 speelde Garza als wisselspeler 28 wedstrijden voor de Minnesota Timberwolves, waarin hij goed was voor een gemiddelde van 6,5 punten. Het daaropvolgende seizoen werd het contract van Garza omgezet in een standaardcontract waardoor Garza ook kon deelnemen aan de NBA playoffs van het seizoen 2023/24. In 2023 maakte Garza zijn debuut voor het Bosnische nationale elftal. Op 1 juli 2025 raakte bekend dat Garza een contract voor 2 seizoenen had getekend bij de Boston Celtics.

## Erelijst
- All-NBA G League Third Team: 2022

## Statistieken
| Legenda | Legenda                | Legenda | Legenda                 | Legenda | Legenda               |
| ------- | ---------------------- | ------- | ----------------------- | ------- | --------------------- |
| WG      | Wedstrijden gespeeld   | WS      | Wedstrijden als starter | MPW     | Minuten per wedstrijd |
| FG%     | Fieldgoal-percentage   | 3P%     | Drie-punterpercentage   | VW%     | Vrije-worppercentage  |
| RPW     | Rebounds per wedstrijd | APW     | Assists per wedstrijd   | SPW     | Steals per wedstrijd  |
| BPW     | Blocks per wedstrijd   | PPW     | Punten per wedstrijd    | Vet     | Hoogste in carrière   |

### Regulier seizoen
| Seizoen  | Team                   | WG  | WS | MPW  | FG%  | 3P%  | FW%  | RPW | APW | SPW | BPW | PPW |
| -------- | ---------------------- | --- | -- | ---- | ---- | ---- | ---- | --- | --- | --- | --- | --- |
| 2021/22  | Detroit Pistons        | 32  | 5  | 12,2 | 44,9 | 32,7 | 62,3 | 3,1 | 0,6 | 0,3 | 0,2 | 5,8 |
| 2022/23  | Minnesota Timberwolves | 28  | 0  | 8,7  | 54,3 | 35,9 | 78,8 | 2,3 | 0,6 | 0,1 | 0,1 | 6,5 |
| 2023/24  | Minnesota Timberwolves | 25  | 0  | 4,9  | 48,0 | 28,1 | 72,0 | 1,2 | 0,2 | 0,2 | 0   | 4,0 |
| 2024/25  | Minnesota Timberwolves | 39  | 0  | 5,6  | 49,5 | 27,8 | 68,6 | 1,4 | 0,3 | 0,2 | 0,1 | 3,5 |
| Carrière | Carrière               | 124 | 5  | 7,8  | 49,0 | 31,4 | 69,9 | 2,0 | 0,4 | 0,2 | 0,1 | 4,9 |

### Play-offs
| Seizoen  | Team                   | WG | WS | MPW | FG%   | 3P%   | FW%  | RPW | APW | SPW | BPW | PPW |
| -------- | ---------------------- | -- | -- | --- | ----- | ----- | ---- | --- | --- | --- | --- | --- |
| 2023/24  | Minnesota Timberwolves | 7  | 0  | 3,7 | 83,3  | 66,7  | 87,5 | 0,9 | 0,1 | 0   | 0   | 4,1 |
| 2024/25  | Minnesota Timberwolves | 5  | 0  | 3,6 | 100,0 | 100,0 | -    | 0,6 | 0   | 0   | 0   | 2,6 |
| Carrière | Carrière               | 12 | 0  | 3,7 | 88,9  | 75,0  | 87,5 | 0,8 | 0,1 | 0   | 0   | 3,5 |